# Странявський потік
Странявський потік (словац. Stráňavský potok) — річка в Словаччині, ліва притока Вагу, протікає в окрузі Жиліна.
Довжина приблизно 4.0 км. Витік знаходиться в масиві Мала Фатра; схил гори Мінчол) — на висоті близько 1180 метрів. Протікає територією села Страняви.
Впадає у Ваг на висоті приблизно 450 метрів.